# Liga Leumit 1968-1969
La Liga Leumit 1968-1969 è stata la 28ª edizione della massima serie del campionato israeliano di calcio.
Presero parte al torneo 16 squadre, che si affrontarono in un girone all'italiana con partite di andata e ritorno. Per ogni vittoria si assegnavano due punti e per il pareggio un punto.
Le ultime due classificate sarebbero state retrocesse in Liga Alef, dalla quale sarebbero state promosse le prime due classificate.
Il torneo fu vinto, per la sesta volta nella sua storia, dall'Hapoel Tel Aviv.
Capocannoniere del torneo si confermò Mordechai Spiegler, del Maccabi Netanya, con 25 goal.

## Squadre partecipanti
| Club               | Città       |
| ------------------ | ----------- |
| Beitar Gerusalemme | Gerusalemme |
| Bnei Yehuda        | Tel Aviv    |
| Hakoah Ramat Gan   | Ramat Gan   |
| Hapoel Be'er Sheva | Be'er Sheva |
| Hapoel Gerusalemme | Gerusalemme |
| Hapoel Haifa       | Haifa       |
| Hapoel Kfar Saba   | Kfar Saba   |
| Hapoel Petah Tiqwa | Petah Tiqwa |
| Hapoel Ramat Gan   | Ramat Gan   |
| Hapoel Tel Aviv    | Tel Aviv    |
| Maccabi Giaffa     | Giaffa      |
| Maccabi Haifa      | Haifa       |
| Maccabi Netanya    | Netanya     |
| Maccabi Sha'arayim | Rehovot     |
| Maccabi Tel Aviv   | Tel Aviv    |
| Shimshon Tel Aviv  | Tel Aviv    |

## Classifica finale
|                     | Pos. | Squadra            | Pt | G  | V  | N  | P  | GF | GS | DR  |
| ------------------- | ---- | ------------------ | -- | -- | -- | -- | -- | -- | -- | --- |
| Campione di Israele | 1.   | Hapoel Tel Aviv    | 44 | 30 | 19 | 6  | 5  | 55 | 21 | +34 |
|                     | 2.   | Maccabi Tel Aviv   | 43 | 30 | 18 | 7  | 5  | 45 | 23 | +22 |
|                     | 3.   | Maccabi Netanya    | 41 | 30 | 16 | 9  | 5  | 71 | 32 | +39 |
|                     | 4.   | Hapoel Haifa       | 37 | 30 | 11 | 15 | 4  | 34 | 16 | +18 |
|                     | 5.   | Maccabi Haifa      | 33 | 30 | 13 | 7  | 10 | 36 | 35 | +1  |
|                     | 6.   | Hapoel Gerusalemme | 31 | 30 | 10 | 11 | 9  | 39 | 31 | +8  |
|                     | 7.   | Hapoel Kfar Saba   | 28 | 30 | 9  | 10 | 11 | 34 | 40 | -6  |
|                     | 8.   | Bnei Yehuda        | 27 | 30 | 11 | 5  | 14 | 36 | 38 | -2  |
|                     | 9.   | Hapoel Petah Tiqwa | 26 | 30 | 8  | 10 | 12 | 27 | 30 | -3  |
|                     | 10.  | Hakoah Ramat Gan   | 26 | 30 | 8  | 10 | 12 | 30 | 40 | -10 |
|                     | 11.  | Maccabi Giaffa     | 26 | 30 | 10 | 6  | 14 | 28 | 41 | -13 |
|                     | 12.  | Shimshon Tel Aviv  | 26 | 30 | 8  | 10 | 12 | 29 | 45 | -16 |
|                     | 13.  | Beitar Gerusalemme | 26 | 30 | 6  | 14 | 10 | 24 | 42 | -18 |
|                     | 14.  | Hapoel Be'er Sheva | 25 | 30 | 9  | 7  | 14 | 37 | 48 | -11 |
|                     | 15.  | Maccabi Sha'arayim | 23 | 30 | 7  | 9  | 14 | 32 | 44 | -12 |
|                     | 16.  | Hapoel Ramat Gan   | 18 | 30 | 5  | 8  | 17 | 11 | 42 | -3  |

## Verdetti
- Hapoel Tel Aviv campione di Israele 1968-1969, qualificato al Campionato d'Asia per club 1970
- Maccabi Sha'arayim e Hapoel Ramat Gan retrocessi in Liga Alef 1969-1970
- Beitar Tel Aviv e Maccabi Petah Tiqwa promossi in Liga Leumit 1969-1970